# 玻璃宫

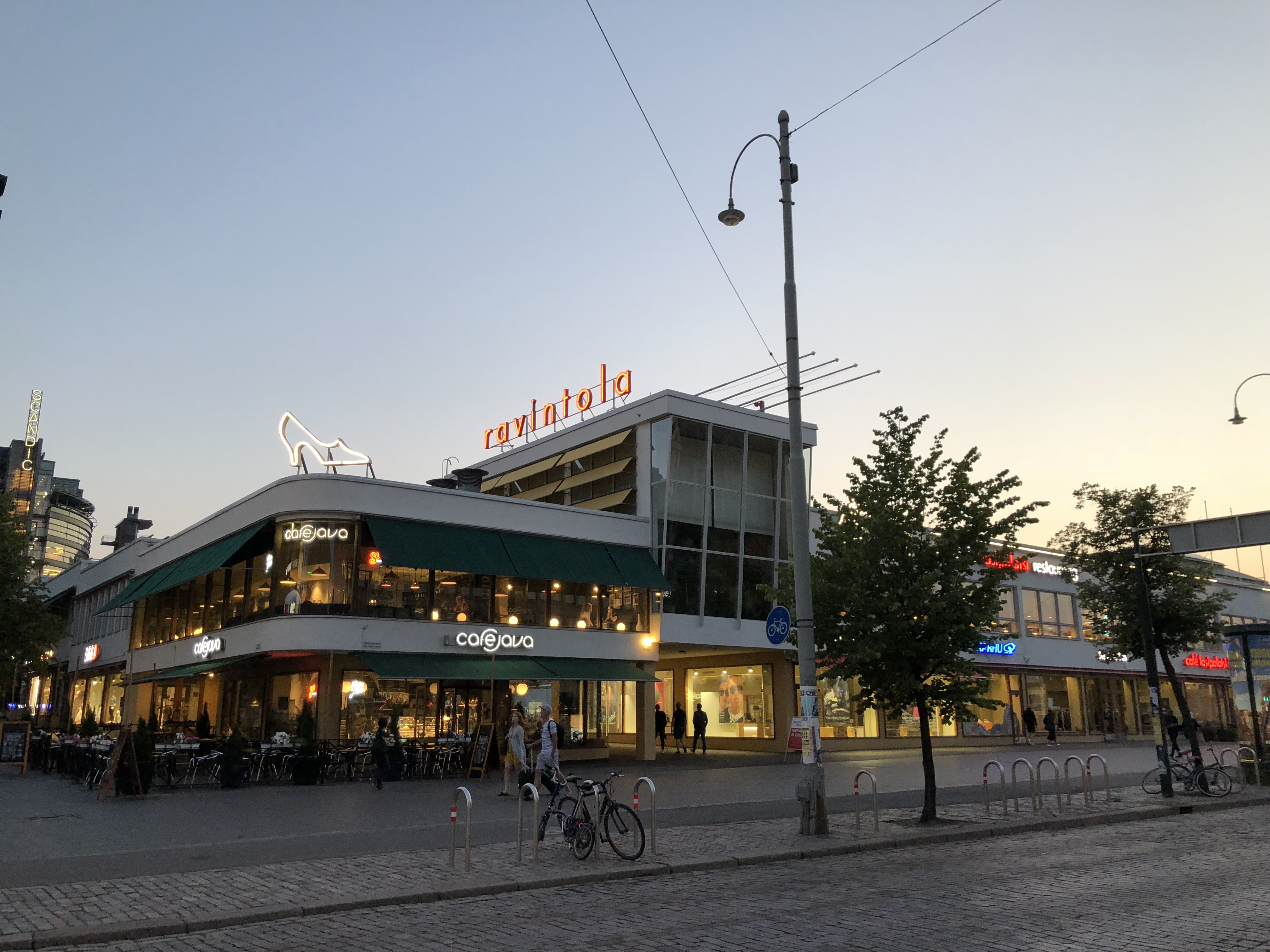
2018年8月时的玻璃宫

玻璃宫（芬蘭語：Lasipalatsi）是位于芬兰首都赫尔辛基市中心的一间商业楼房。玻璃宫建成于1936年，它是赫尔辛基显著的功能主义建筑之一。
玻璃宫在2016至2017年间进行了全面翻新。2018年在玻璃宫的地下开通新的阿莫斯雷克斯艺术博物馆。

## 历史
在玻璃宫现在所处的地方原先是军队营房，毁灭于1918年的芬兰内战中。1936年由三位年轻建筑师所设计的玻璃宫建在那里。它连接着旁边的公交汽车站。玻璃宫在设计时是一幢临时性的建筑，计划在以后推倒重建更高大的商业大楼。玻璃宫里面有商场、餐馆和电影院。电影院在建成时是当时市里最大的电影院之一，常在那里举办芬兰国产电影的首映仪式。
原本推倒的计划推迟了十年又十年，建筑本身也没有得到维护，因为最终的计划一直没有决定。在1980年代一家酒吧的广告布突显了建筑残败的迹象。只有在建筑监管局发出了罚款警告后，房产局才翻修了大楼的外墙。1985年夏天原本有点灰调的墙漆换成了通体白色的砂浆。赫尔辛基市民们一次又一次地反对拆除该建筑，后来文物管理局也把它列为受保护的对象。

## 翻修及阿莫斯雷克斯艺术博物馆

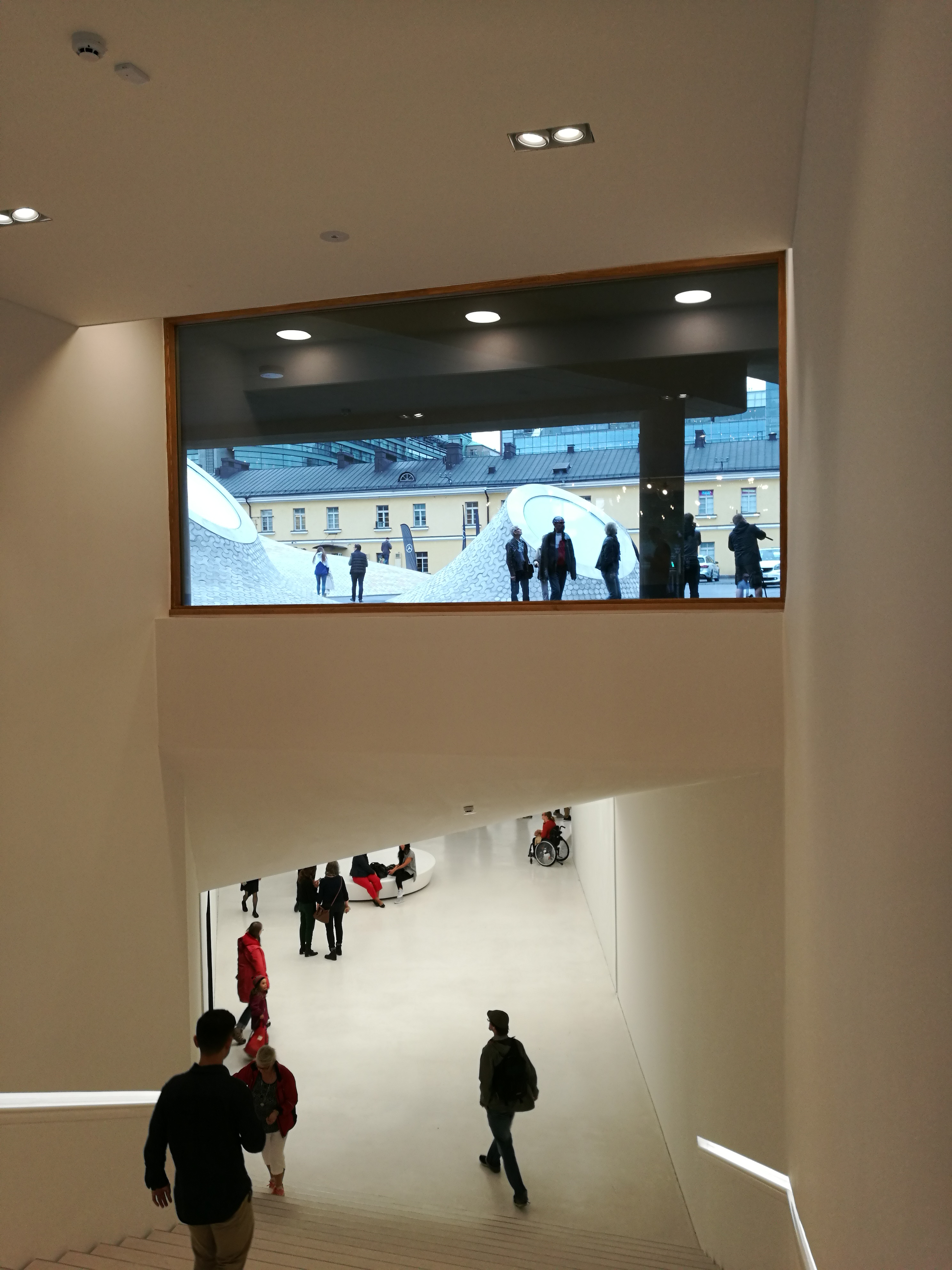
阿莫斯雷克斯艺术博物馆内部

2014年5月21日赫尔辛基市议会决定将玻璃宫建筑转交至一家商业公司。在规划中将在玻璃宫的地下新建阿莫斯雷克斯艺术博物馆。同时整个玻璃宫也将重新翻修并恢复至历史原貌。阿莫斯雷克斯艺术博物馆的建造及运行将由一家艺术协会基金会来负责。阿莫斯雷克斯艺术博物馆在整体上包括玻璃宫里的电影院Bio Rex和在玻璃宫广场地下新修建的展览厅。美术馆的建筑工程在2016年1月开工，美术馆在2018年8月30日正式向公众开放。